# Simon Helbling

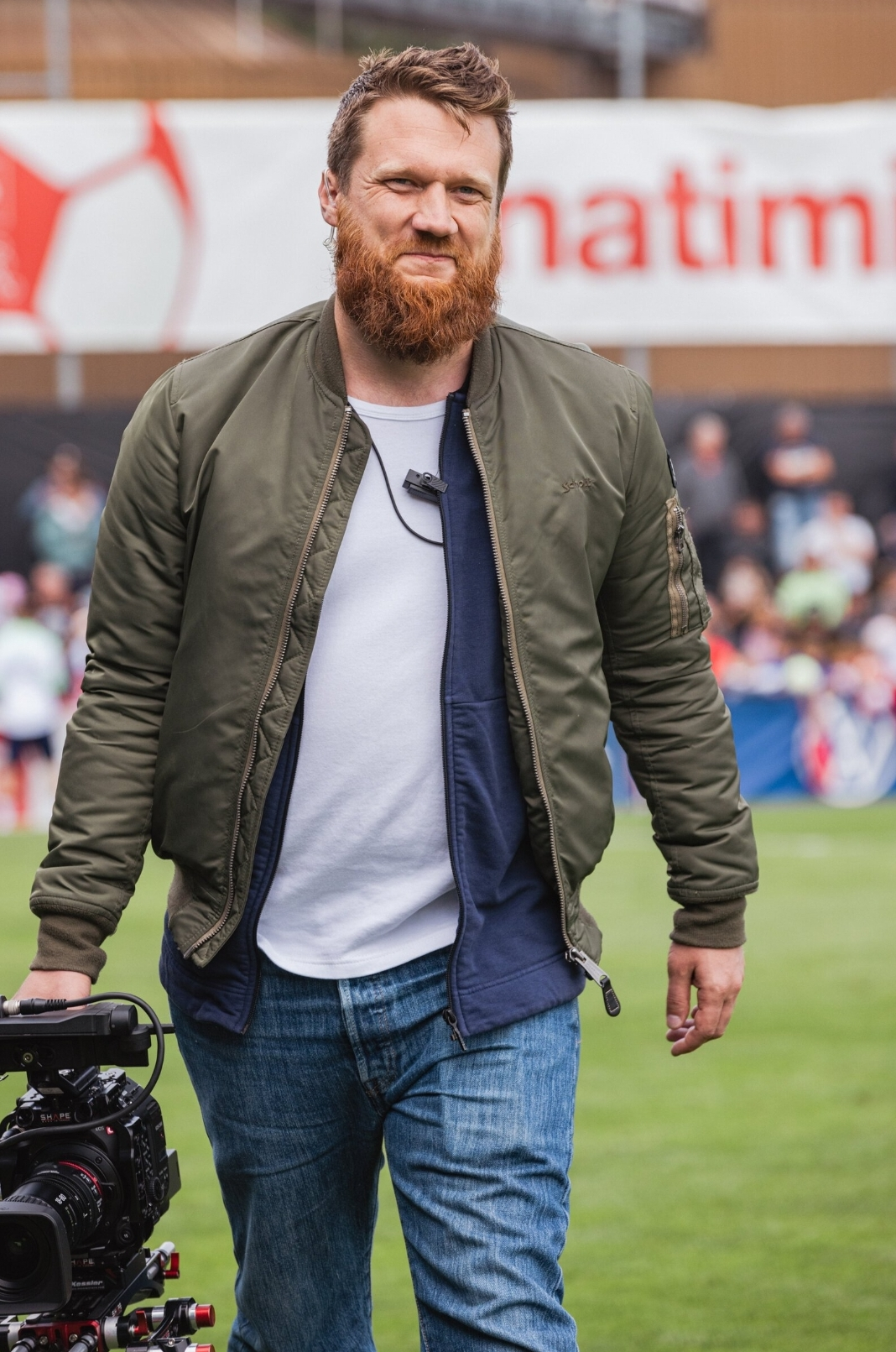
Simon Helbling bei einem Dreh

Simon Helbling (* 1986) ist ein Schweizer Filmregisseur und Drehbuchautor.

## Leben
Simon Helbling wuchs in der Gemeinde Andwil im Kanton St. Gallen auf. Seinen Master machte er 2020 an der London Film School.

## Schaffen
Helbling begann seine Regiekarriere am Theater, seinen ersten Kurzfilm «Retour» drehte er 2010. Heute führt er auch Regie in Filmen, Musikvideos und Werbespots.
2017 wurde sein Film «Das Meer, das eine schimmernde Wüste ist» am Mobile Motion Film Festival – einem Festival, das Filme auszeichnet, die mit dem Smartphone produziert wurden – mit dem Award für den besten Schweizer Film prämiert. 2018 sass er zudem in der Jury des Mobile Motion Film Festival Zürich, ein Jahr später in der Jury der gleichnamigen Ausgabe von Dublin.

### The Weight Of The Land
Den Kurzfilm «The Weight Of The Land» finanzierte er 2019 erfolgreich über Crowdfunding. Der Film spielt im Toggenburg und erzählt die Geschichte der Bäuerin Marta, die mit den hinterlassenen Schulden ihres verstorbenen Vaters kämpft. Er behandelt Themen wie Familienbeziehungen, toxische Männlichkeit und finanzielle Notlagen. Der Film stellte seine Abschlussarbeit an der London Film School dar.

### The Pressure Game
In der sechsteiligen Serie «The Pressure Game – Im Herzen der Schweizer Nati» porträtiert Helbling die Fussballer der Schweizer Nationalmannschaft. Die Erzählung fokussiert auf die Protagonisten und ihre persönliche Geschichte.
Ab März 2022 war der Regisseur bei jedem Zusammenzug und jeder Reise dabei. Die Dreharbeiten dauern bis Ende Dezember 2022. Die Idee für die Doku entwickelte Helbling gemeinsam mit Samy Ebneter, freiberuflicher Mitarbeiter des Schweizerischen Fussballverbands. Auftraggeberin ist die Schweizerische Radio- und Fernsehgesellschaft SRG SSR, auf deren Sendern ab dem 22. März 2023 auch die Erstausstrahlung in der Schweiz erfolgen wird.

### Game Over – Der Fall der Credit Suisse
Im März 2025 feierte sein Film Game Over – Der Fall der Credit Suisse zum Untergang der Grossbank die Kinopremiere.